# Jim Rash
James Rash (Charlotte, Carolina del Norte, 15 de julio de 1971), más conocido como Jim Rash, es un actor, comediante, guionista y director de cine estadounidense. Ganó un Premio Óscar en la categoría de mejor guion adaptado por su trabajo en la película Los descendientes (2011).

## Biografía
Rash nació en Charlotte, Carolina del Norte. Estudió en la Charlotte Latin School, ubicada en su ciudad natal, y tras graduarse estudió en la Lawrenceville School, ubicada en Lawrenceville, Nueva Jersey.
Interpretó a Mr. Grayson / Stitches, compañero del villano Royal Pain, en la película Sky High de 2005. También actuó en las series That '70s Show, donde interpretó a Fenton, y Reno 911!, donde interpretó a Andrew. Rash participó además en el último episodio de la serie Friends (en donde interpreta al compañero de avión de Rachel, que se asusta tras oír cómo habla con Phoebe sobre la falta de un Phalange izquierdo en el aparato), e interpretó a Head T.A. Philip en  la cinta Slackers de 2002.
Quizás el papel más importante de Rash haya sido su rol como Craig Pelton, el decano de la Universidad Comunitaria de Greendale en la serie de comedia Community, participando en las seis temporadas que duró el programa, desde 2009 y hasta 2015.
Rash trabajó junto a Nat Faxon en un guion basado en la novela The Descendants de Kaui Hart Hemmings, el cual sirvió de base para la película Los descendientes, dirigida por Alexander Payne y protagonizada por George Clooney. Payne, Faxon y Rash fueron nominados a un premio Globo de Oro y ganaron un premio Óscar por su trabajo. Dos años después debutó como director junto a Faxon con la película The Way Way Back, la cual fue escrita por ambos.
Su segundo largometraje como director, también en colaboración con Faxon, fue la comedia dramática Downhill (2020), una versión estadounidense de la cinta sueca Turist (2014) del director Ruben Östlund. El guion de esta adaptación estuvo a cargo de Rash, Faxon y Jesse Armstrong, mientras que los actores protagonistas fueron Julia Louis-Dreyfus y Will Ferrell.

## Filmografía

### Cine
| Año  | Título                     | Rol                                  | Notas                                                    |
| ---- | -------------------------- | ------------------------------------ | -------------------------------------------------------- |
| 2000 | Auto Motives               | Contador                             |                                                          |
| 2002 | Hiding in Walls            | Asistente de Jane                    |                                                          |
| 2002 | Retratos de una obsesión   | Tipo del porno amateur               |                                                          |
| 2002 | Slackers                   | Philip, Jefe de técnicos             |                                                          |
| 2002 | Minority Report            | Técnico                              |                                                          |
| 2002 | S1m0ne                     | Ejecutivo del estudio                |                                                          |
| 2003 | Wrong Hollywood Number     | Llamante                             | Cortometraje                                             |
| 2003 | George & Gracie            | George                               |                                                          |
| 2005 | Sky High                   | Mr. Grayson/Stitches                 |                                                          |
| 2007 | Smiley Face                | Secretario de la agencia de talentos |                                                          |
| 2007 | Balls of Fury              | Techie                               |                                                          |
| 2008 | The Onion Movie            | Mánager de Bryce                     |                                                          |
| 2011 | Los descendientes          |                                      | Coescritor                                               |
| 2013 | The Way, Way Back          | Lewis                                | También fue coescritor, codirector y productor ejecutivo |
| 2014 | Yellowbird                 | Karl                                 | Papel de voz                                             |
| 2015 | Looney Tunes: Rabbits Run  | Cecilio Tortuga                      | Papel de voz; directo-a-DVD                              |
| 2016 | Capitán América: Civil War | Profesor del M.I.T.                  |                                                          |
| 2017 | Thoroughbreds              |                                      | Productor                                                |
| 2017 | Bernard and Huey           | Bernard                              |                                                          |
| 2019 | Red Shoes & the 7 Dwarfs   | Príncipe Prometido (voz)             |                                                          |
| 2020 | Downhill                   |                                      | Codirector y coguionista                                 |
| 2020 | Lazy Susan                 | Phil                                 |                                                          |
| 2021 | Long Weekend               | Larry                                |                                                          |
| 2021 | Home Sweet Home Alone      | Director del coro                    |                                                          |
| 2022 | Bros                       | Robert                               |                                                          |
| 2024 | Fly Me to the Moon         | Lance Vespertine                     |                                                          |

### Televisión
| Año           | Título                               | Rol                                               | Notas                                 |
| ------------- | ------------------------------------ | ------------------------------------------------- | ------------------------------------- |
| 2002-2006     | That 70's Show                       | Clerk/Fenton                                      | 6 episodios                           |
| 2003-2009     | Reno 911!                            | Andrew                                            | 14 episodios                          |
| 2006          | Help Me Help You                     | Jonathan                                          | 14 episodios                          |
| 2009-2015     | Community                            | Decano Craig Pelton                               | 90 episodios                          |
| 2012-2013     | The Looney Tunes Show                | Cecilio Tortuga (voz)                             | 2 episodios                           |
| 2014          | Mike Tyson Mysteries                 | Marqués de Queensberry (voz)                      | 40 episodios                          |
| 2017-2021     | Patoaventuras                        | Gyro Gearloose, Bulby, Armadura Gizmoduck (voces) | 14 episodios                          |
| 2018          | The Epic Tales of Captain Underpants | Mr. Jerry Citizen (voz)                           | 13 episodios                          |
| 2018          | Star Wars Resistencia                | Flix (voz)                                        |                                       |
| 2019-presente | Harley Quinn                         | Edward Nygma / Riddler (voz) Varios roles         |                                       |
| 2020          | Brooklyn Nine-Nine                   | Dr. Darren Watkins                                | Episodio: "Pimemento"                 |
| 2020-2021     | American Housewife                   | Walker Montgomery                                 | 6 episodios                           |
| 2021          | Impeachment: American Crime Story    | Ken Bacon                                         | 4 episodios                           |
| 2023          | That '90s Show                       | Fenton                                            | 2 episodios                           |
| 2023          | My Dad the Bounty Hunter             | Fixer, varias voces                               | Voz; papel recurrente                 |
| 2023          | The Ghost and Molly McGee            | JR                                                | Voz, episodio: "Dance Dad Revolution" |
| 2023–presente | Krapopolis                           | Dionysus                                          | Voz, 3 episodes                       |
| 2023-2024     | Velma                                | Alcalde Dave                                      | Voz, 6 episodios                      |
| 2024          | Hombre Cometa: ¡Oh, sí!              | Edward Nygma / Riddler                            | Voz, episodio: "Pilot, Hell Yeah!"    |
| 2025          | Ironheart                            | Profesor Wilkes                                   | Episodio: "Take Me Home"              |
| 2025          | Abbott Elementary                    | Thomas                                            | Episodio: "Audit"                     |
| 2025          | Chibiverso                           | Gyro Gearloose                                    | Voz, episodio: "Mabel's Dream Date"   |

## Premios y distinciones
Premios Óscar
| Año  | Categoría            | Trabajo nominado  | Resultado |
| ---- | -------------------- | ----------------- | --------- |
| 2012 | Mejor guion adaptado | Los descendientes | Ganador   |